# Resolución 1537 del Consejo de Seguridad de las Naciones Unidas
La resolución 1537 del Consejo de Seguridad de las Naciones Unidas, adoptada por unanimidad el 30 de marzo de 2004, tras recordar todas las resoluciones anteriores sobre la situación en Sierra Leona, prorrogó el mandato de la Misión de las Naciones Unidas en Sierra Leona (UNAMSIL) por seis meses, hasta el 30 de septiembre de 2004, permaneciendo una fuerza residual en el país hasta junio de 2005. 

## Resolución
En el preámbulo de la resolución, el Consejo de Seguridad elogió los esfuerzos de la Comunidad Económica de los Estados de África Occidental (CEDEAO) por consolidar la paz en la subregión y de los países que contribuyen a la UNAMSIL. Acogió con satisfacción los progresos realizados en el cumplimiento de los objetivos para la reducción de la UNAMSIL de conformidad con las resoluciones 1436 (2002) y 1492 (2003). Al mismo tiempo, el Consejo señaló que el progreso hacia los objetivos era frágil y que había preocupaciones sobre la seguridad y las capacidades de la Policía de Sierra Leona .
En la introducción también se destacó la importancia de la consolidación de la autoridad estatal en toda Sierra Leona, incluidas las zonas productoras de diamantes y las fronterizas. Además, según el consejo, era importante que se celebraran elecciones locales libres y justas en mayo de 2004. Se crearía una Comisión de Derechos Humanos tras un informe de la Comisión de la Verdad y la Reconciliación. El Consejo también tomó nota de la necesidad de que el Gobierno de Sierra Leona asumiera la responsabilidad de la seguridad nacional del país lo antes posible, y de la conclusión del Secretario General de que una pequeña presencia de las Naciones Unidas debía permanecer en Sierra Leona hasta 2005.
Al ampliar el mandato de la UNAMSIL, el Consejo acogió con satisfacción el ajuste del calendario de reducción hecho por el Secretario General para garantizar una reducción militar más gradual. Instó al Gobierno de Sierra Leona a proseguir sus esfuerzos para desarrollar una fuerza de policía, un ejército, un sistema penal y un poder judicial independientes sostenibles para que pudiera asumir la plena responsabilidad de la UNAMSIL al final de su mandato.  El consejo también instó al gobierno a aumentar el control y la regulación de la industria minera de diamantes.
La resolución autorizó una presencia residual de la UNAMSIL en Sierra Leona hasta junio de 2005, aunque quedó reducida a 3.250 soldados, 141 observadores militares y 80 policías de las Naciones Unidas.  Las tareas para el personal restante se organizarían antes del 30 de septiembre de 2004. Entretanto, se pidió al Secretario General que informara sobre la situación en Sierra Leona, el conflicto en Liberia y sobre la labor del Tribunal Especial para Sierra Leona antes del 15 de septiembre de 2004, y acogió con especial satisfacción su intención de mantener en examen la situación de los derechos humanos, humanitaria, de seguridad y política en Sierra Leona.
El Consejo valoró la labor del Tribunal Especial, pero tomó nota de las preocupaciones financieras y pidió a los países que presentaran las contribuciones pendientes. Por último, se pidió a la UNAMSIL que compartiera su experiencia con la Misión de las Naciones Unidas en Liberia y la Operación de las Naciones Unidas en Côte d'Ivoire, en particular con respecto a los movimientos de armas y combatientes a través de las fronteras.